# Арабов, Саидкул Амирович
Арабов Саидкул Амирович (узб. Arabov Saidqul Amirovich) — председатель Государственного комитета Республики Узбекистан по земельным ресурсам, геодезии, картографии и государственному кадастру c 24 сентября 2008 года.

## Биография
Родился 18 января 1959 г. в Каракульском районе Бухарской области.
- 1977—1982 гг. — Студент Ташкентского института ирригации и механизации сельского хозяйства.
- 1982—1984 гг. — Военная служба.
- 1984—1986 гг. — Инженер отдела по земельному проектированию Департамента сельского хозяйства по Бухарской области.
- 1986—1988 гг. — Начальник отдела земельных ресурсов Бухарской области.
- 1988—2001 гг. — Начальник отдела земельных ресурсов Каракульского района Бухарской области.
- 2001—2003 гг. — Начальник отдела регистрации и учета земель по земельным ресурсам в Государственном комитете РУз.
- 2003—2005 гг. — Начальник управления государственного земельного кадастра и регистрации земли в Государственном комитете по земельным ресурсам РУз.
- 2005—2006 гг. — Главный инженер в государственном земельном исследовательском проектном институте «Уздаверлойиха».
- 2006—2008 гг. — Главный директор в Государственном земельном исследовательском проектном институте «Уздаверлойиха».
- 2008—2017 гг. — Председатель Государственного комитета Республики Узбекистан по земельным ресурсам, геодезии, картографии и государственному кадастру[2].
- С 2017 года - директор Института проектных исследований лесов Государственного комитета Республики Узбекистан по лесному хозяйству[3]